# Gare de Kadiria
Pour les articles homonymes, voir Bouira (homonymie).
La gare de Kadiria est une gare ferroviaire algérienne située sur le territoire de la commune de Kadiria, dans la wilaya de Bouira.

## Situation ferroviaire
La gare est située à l'est de la ville de Kadiria, sur la ligne d'Alger à Skikda, où elle est précédée de la gare de Lakhdaria et suivie de celle de Draâ El Mizan.

## Service des voyageurs

### Desserte
La gare de Kadiria est desservie par les trains régionaux des liaisons :
- Alger - Sétif[1] ;
- Alger - Béjaïa[2] ;
- Alger - Bouira[3].